# I Always Wanna Die (Sometimes)
‘I Always Wanna Die (Sometimes)’는 잉글랜드의 인디 록 밴드 The 1975의 노래이다. 밴드의 세 번째 정규 음반인 “A Brief Inquiry into Online Relationships”의 열 다섯 번째이자 마지막 트랙으로 수록되어 있다.
노래는 브릿팝의 영향을 강하게 받았으며, 특히 오아시스, 구 구 돌스, 버브, 샬라탄스의 영향을 많이 받았다.
음반의 싱글은 아니지만, 빌보드 핫 록 송 차트에서 31위를 차지하였으며, 뉴질랜드 톱 40 차트에는 16위까지 올라갔다. 한편 아일랜드에서는 67위, 영국에서는 70위까지 올라갔다.

## 차트
| 차트 (2018-19)                      | 최고 순위 |
| ----------------------------------- | --------- |
| 아일랜드 (IRMA)                     | 67        |
| 뉴질랜드 (리코디드 뮤직 NZ)         | 16        |
| 영국 싱글 차트 (OCC)                | 70        |
| 미국 핫 록 & 얼터너티브 송 (빌보드) | 31        |